# DeNA
DeNA Co., Ltd. (株式会社ディー・エヌ・エー Kabushikigaisha Dī-Enu-Ē) (phát âm "DNA") là một nhà cung cấp cổng di động và website thương mại điện tử ở Nhật Bản. Công ty này sở hữu nền tảng Mobage, một trong những nền tảng trò chơi điện thoại di động phổ biến nhất Nhật Bản. DeNA cũng điều hành nhiều dịch vụ khác, bao gồm trang web thương mại điện tử DeNA Shopping (tiền thân là Bidders).

## Chi nhánh
- Mobaoku Co., Ltd.
- PAYGENT Co., Ltd.
- EVERYSTAR Co., Ltd.
- MiniNation, Inc.
- Air Link Co., Ltd.
- DeNA Global, Inc. (đã đóng cửa)
- Shanghai Zongyou Network Technology Co., Ltd (WAPTX Group)
- IceBreaker U.S., Inc.
- MyAnimeList, LLC
- ngmoco
- Yokohama DeNA BayStars (từ 2012)

## Trò chơi và sản phẩm trên di động
- Mobage – Nền tảng trò chơi di động

2010
- Kaitō Royale

2011
- Blood Brothers

2012
- Rage of Bahamut
- Marvel: War of Heroes
- HellFire: The Summoning

2013
- Transformers: Legends
- G.I. Joe Battleground
- Monster Match

2014
- Godus
- Super Battle Tactics
- Star Wars: Galactic Defense
- Hell Marys
- Cupcake Carnival
- Qube Kingdom
- Pirate Bash

2015
- Blood Brothers 2
- Transformers: Battle Tactics
- Military Masters
- Final Fantasy Record Keeper
- Rob and Roll
- Marvel Mighty Heroes
- Legend Borne

2016
- Miitomo
- Super Mario Run